# ジャコウアオイ
ジャコウアオイ（麝香葵、学名: Malva moschata）は、アオイ科・ゼニアオイ属に分類される多年草の一種。ヨーロッパ原産で、観賞用に世界中で栽培されている。日本では帰化植物の一つとして扱われる。和名は麝香の匂いがするためにその名がついた。

## 分布
ヨーロッパを原産地とする。
アメリカ、アジア（日本を含む）、オーストラリアに外来種として定着している。日本では園芸植物として明治時代中期に持ち込まれた。その後は、北海道、東北地方、長野県その他の草原に帰化している。

## 特徴
多年草。草丈は20 - 70センチメートル (cm) ほどまで生長する。茎には長い毛がまばらに生える。根生葉は円形で、ふつうは浅く切れ込みが入る。茎につく葉は変異性に富み、浅くまたは根元まで深く5裂し、裂片もまた裂けている。
花期は夏。茎の頂部や枝先に、長い柄をつけて淡紅色もしくは白色の花を数個またはそれ以上に集まって咲かせる。花の径は4 cm、花弁は5枚ついて、長さ2 cmほどの倒三角形で平らに開き、片先には浅い歯があるものが多い。萼に接するように小包葉がつき、その縁には長い毛が並んでいる。萼は5裂して、裂片は狭三角形。果実はほぼ15個ほどの分果に分かれ、分果の背面に毛を密生する。